# Messier 41
Messier 41 (M 41 o NGC 2287) és un cúmul obert en la constel·lació Ca Major. Possiblement conegut per Aristòtil al voltant de 325 aC. Va ser descobert per Giovanni Battista Odierna abans de 1654, però els seus descobriments van romandre desconeguts fins al 1980. Va ser descobert independentment el 1702 per John Flamsteed i el 1749 per Guillaume Le Gentil. Charles Messier el va catalogar el 1765.
M41 conté unes 100 estrelles. Entre aquestes hi ha diverses gegants vermelles, i la més brillant és de tipus espectral K3, de magnitud aparent de +6,9, i situada prop del seu centre. S'estima que el cúmul s'allunya de nosaltres a uns 23,3 km/s. El diàmetre del cúmul està entre 25 i 26 anys llum de longitud. La seva edat està estimada entre 190 i 240 milions d'anys. El cúmul es troba a 2.300 anys llum del sistema solar.

## Observació
Es tracta d'un objecte molt brillant visible a ull nu. Es poden resoldre estrelles amb un petit telescopi d'aficionat. Es troba a uns 4 graus al sud de Sírius, l'estrella més brillant del cel nocturn.